# Махи на балконе
«Махи на балконе» (исп. Las majas en el balcón) — картина испанского художника Франсиско Гойи, написанная маслом на холсте в период между 1808 и 1814 годами, когда в Испании шла война, ставшая следствием вторжения в страну наполеоновских войск. Предполагаемый оригинал ныне входит в коллекцию Эдмона де Ротшильда и хранится в Швейцарии. Вероятная её копия является частью собрания нью-йоркского Метрополитен-музея. Ещё одна копия «Мах на балконе», приписываемая испанскому художнику Леонардо Аленсе, является частью коллекции Пеццоли в Париже.
Для самого Гойи его работы с махами служили отвлечением от создания произведений на более серьёзные темы, таких как серия гравюр «Бедствия войны».

## Описание
На картине изображены две хорошо одетые женщины — «махи», красивые молодые испанские куртизанки в изысканной одежде, включая кружевные мантильи, — сидящие за балюстрадой балкона. Сзади них в тени расположены две неприметные мужские фигуры, предположительно, сутенёров или их клиентов. Светлые цвета в изображении женщин и их роскошной одежды на переднем плане резко контрастируют с простой и затемнённой одеждой мужчин, скрывающихся под шляпами и плащами. Композиция картины отличается строгой геометрией, перила балюстрады делит её на две части. Они также образуют диагональ квадрата, определяющего положение женских фигур. Часть над перилами, в свою очередь, можно разделить на четыре равных квадрата, определяющих положение мужских фигур.

## История
Гойя, по-видимому писал «Мах на балконе» для собственного удовольствия, возможно, для украшения своего дома. Оригинал вошёл в число восьми картин, проданных в 1836 году Хавьером Гойей, сыном художника, барону Исидору Жюстену Тейлору. С 1838 по 1848 год полотно выставлялось в Лувре в Испанской галерее Луи-Филиппа. Картиной также владели Антуан Орлеанский, герцог де Монпансье, и его сын инфант Антонио, герцог Галлиера. Последний, примерно в 1911 году, продал её Полю Дюран-Рюэлю, у которого её, в свою очередь, приобрела семья Ротшильдов. Когда «Махи на балконе» находились в Париже, они успели послужить источником вдохновения для картины Эдуара Мане 1868—1869 годов «Балкон», которая, в свою очередь, стала основой для работы Рене Магритта «Перспектива II, балкон Мане»". На этой картине 1950 года вместо сидящих и стоящих людей в аналогичных позах представлены гробы.

## Версии
В Метрополитен-музее в Нью-Йорке хранится версия «Мах на балконе», которая до 1835 года оказалась в коллекции Себастьяна де Бурбона, инфанта Испании и Португалии. Считалось, что она является оригинальной работой Гойи, а в 1989 году эта атрибуция была поставлена под сомнение. Она может быть копией оригинала, сделанной в 1835 года Хавьером Гойей, сыном художника, или повреждённой и подвергшейся значительной реставрации копией оригинала, сделанной самим Гойей по заказу инфанта. Картина была конфискована испанскими властями, но затем в 1860 году возвращена инфанту. Его сын Франсиско, герцог Марчена, в 1905 году продал картину Дюран-Рюэлю, у которого, в свою очередь, её приобрёл Генри Осборн Хэвемайер. В 1929 году полотно по завещанию перешло из собственности Луизины Хэвемайер Метрополитен-музею. Эта версия «Мах на балконе» во многом схожа с оригиналом, хранящимся у Ротшильдов, с той лишь разницей, что две правые фигуры занимают несколько иное положение.
Копия, приписываемая кисти испанского художника Леонардо Аленсы, ранее входила в коллекции Серафина Гарсиа де ла Уэрты, маркиза Хосе де Саламанки и Пьера Бордо Гру. Ныне она является частью парижской коллекции Пеццоли.

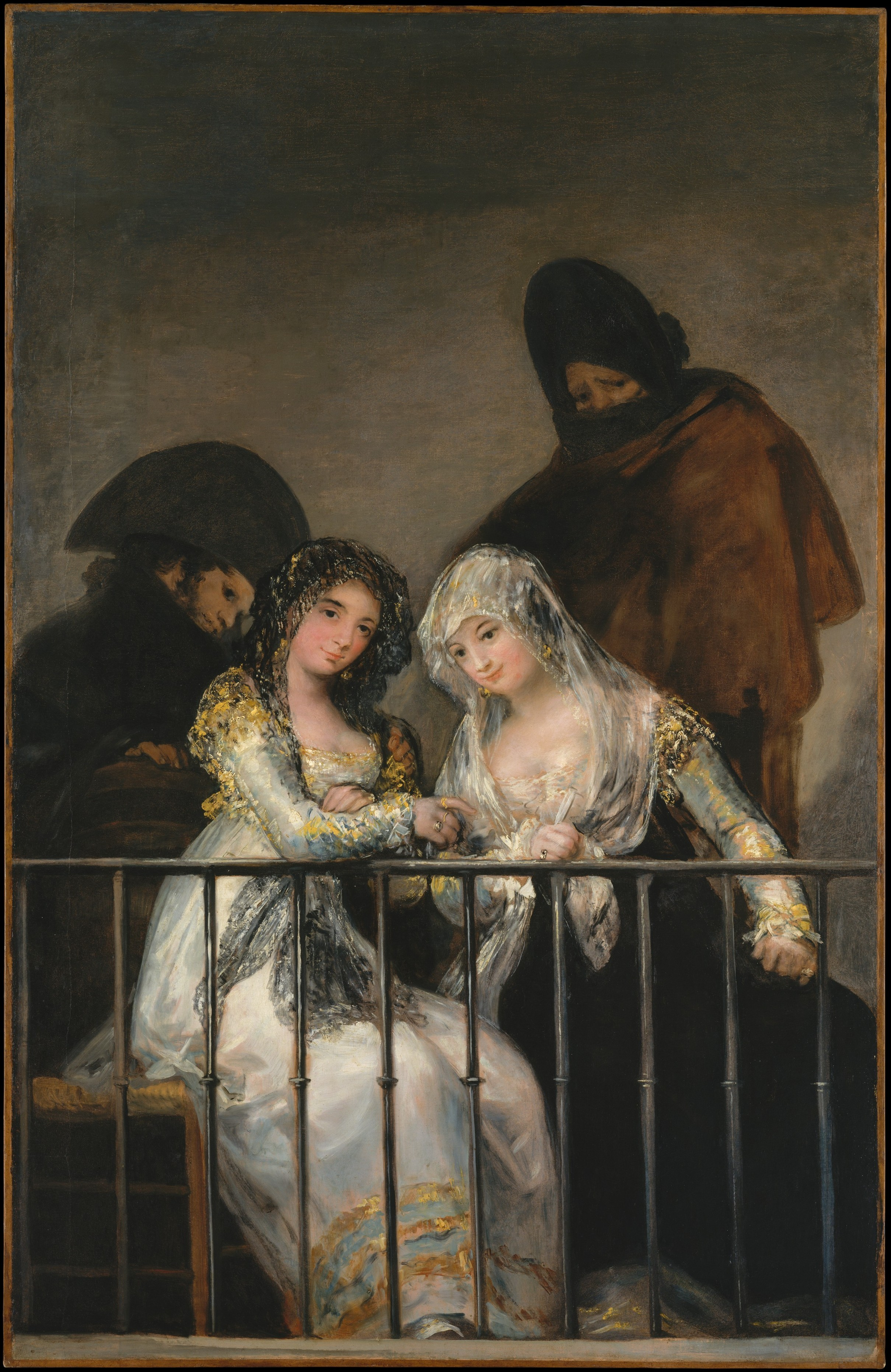
Версия «Мах на балконе», хранящаяся в Метрополитен-музее
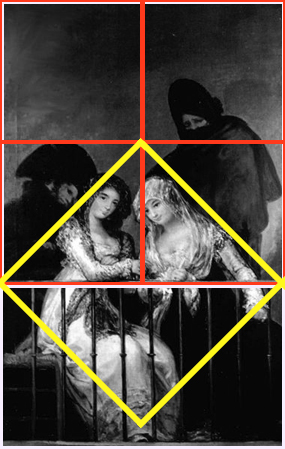
Геометрическая композиция картины
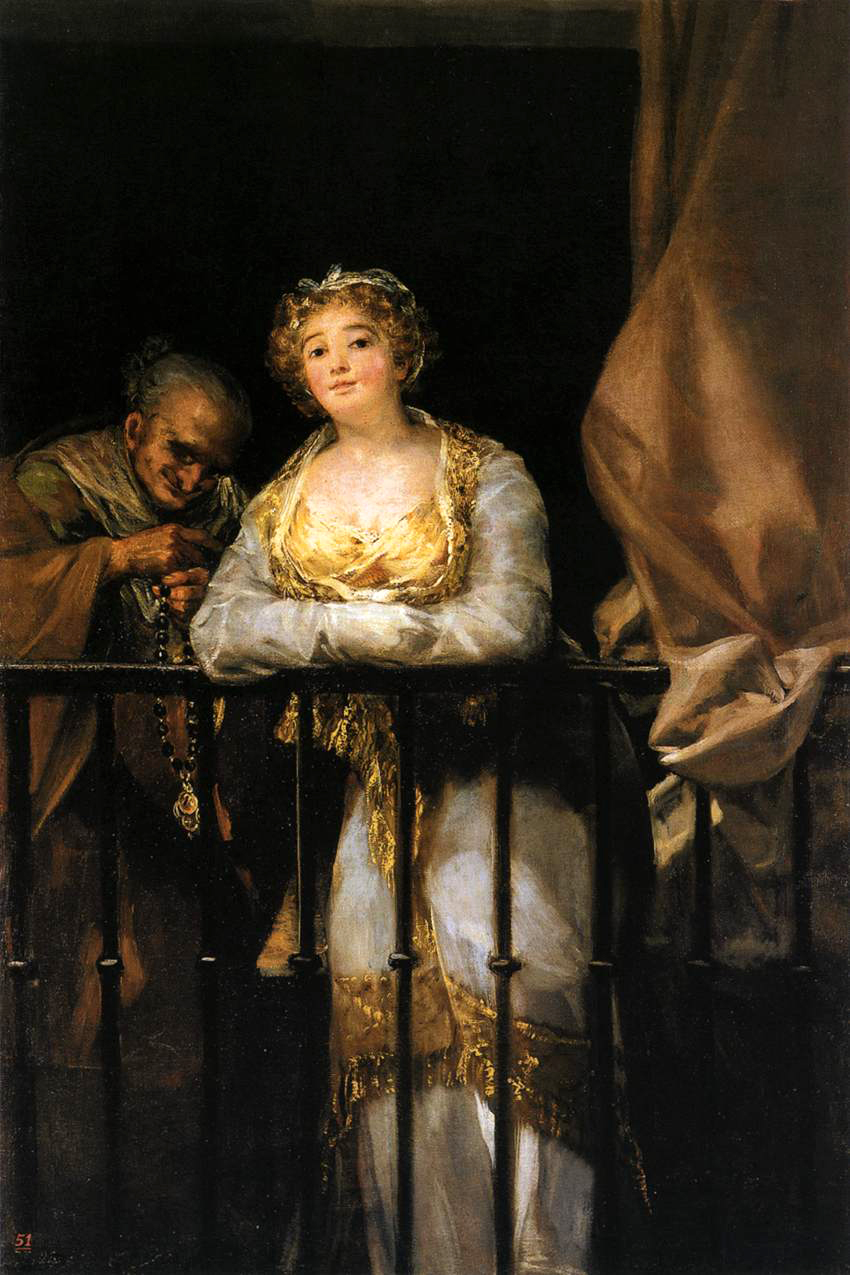
«Майя и Селестина на балконе», 1808-1812
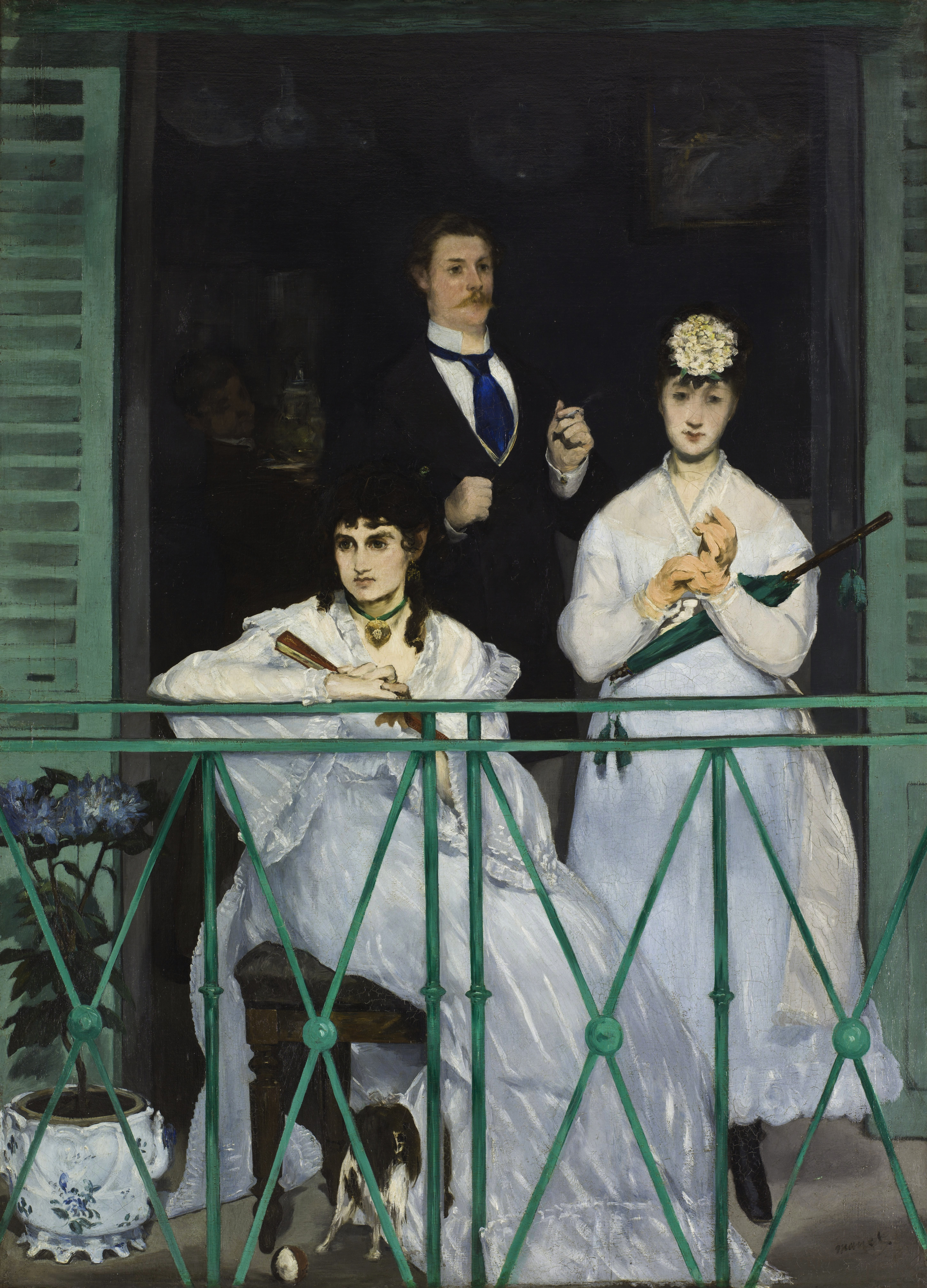
Эдуард Мане, «Балкон», 1868-1869